# باولا أورتيز
باولا أورتيز (بالإسبانية: Paula Ortiz)‏ هي لاعب هوكي الحقل أرجنتينية، ولدت في 16 أبريل 1997.

## روابط خارجية
- باولا أورتيز على موقع الاتحاد الدولي للهوكي (الإنجليزية)
- باولا أورتيز على موقع أوليمبيديا (الإنجليزية)